# Rhynchosia harae
Rhynchosia harae là một loài thực vật có hoa trong họ Đậu. Loài này được H.Ohashi & Tateishi miêu tả khoa học đầu tiên.